# 2010. évi téli paralimpiai játékok
A 2010-es paralimpiát, hivatalosan X. Téli Paralimpiai Játékokat a kanadai Brit Columbiában, Vancouverben és Whistlerben tartották 2010. március 12-től 21-ig. A nyitó ceremóniát Vancouverben, a BC Place Stadionban rendezték, a záró ünnepséget Whistlerben. A nyitó rendezvény témájául az egy inspirál sokat választották, és 5000 előadót vontak be. Az utolsó fáklyavivő a 15 éves amputált Zach Beaumont volt. A kétórás nyitó ünnepséget a Vancouverben székelő Patrick Roberge Productions Inc. rendezte.
Ez volt az első alkalom, hogy Kanada lett a téli paralimpia házigazdája, és a második alkalom, hogy itt tartották a nyári paralimpiai játékokat 1976 után.
2006. június 7-én Edward herceg a kanadai királyi család tagjaként és az Angol Paralimpiai Bizottság elnökeként a Vancouver City Hallon kívül vonta fel a paralimpiai játékok zászlaját.
A kanadai Brian McKeever nevezett elsőként a paralimpiára és az olimpiára is, habár végül nem indulhatott el az olimpián. Edzője egy síelővel helyettesítette az 50 km-es férfi sífutáson, aki korábban már több rendezvényen is jól teljesített. A paralimpián sífutásban és biatlonban indult.
Elsőként Viviane Forest nyert a téli és a nyári olimpián is a látássérültek sílesiklásban szerzett aranyérmével. Korábban 2000-ben és 2004-ben a női csörgőlabdacsapatban győzött.
A kanadai Lauren Woolstencroft öt aranyat nyert alpesi síben. Egy paralimpián nem nyert senki ennyi aranyat a 2010. évi téli paralimpiai játék résztvevői közül. A német Verena Bentele szintén összegyűjtött öt aranyat sífutásból és biatlonból, így ők ketten állították be az éremrekordot ezen a paralimpián.

## Előkészületek

### Fáklyavivés
A paralimpia fáklyájának kinézete a logótól eltekintve ugyanaz volt, mint amit az olimpián használtak. Tíz napos útját 2010. március 3-án kezdte meg Ottawában. A fáklyavivő váltó hatszáz futóból állt, és a fáklya tíz kanadai városon és három tartományon haladt át:
- Ottawa – március 3.
- Quebec City – március 4.
- Toronto, Ontario – március 5.
- Esquimalt, BC és Victoria, BC – március 6.
- Squamish, BC – március 7.
- Whistler, BC – március 8.
- Lytton and Hope, BC – március 9.
- Vancouver (Riley Park) and Maple Ridge, BC – március 10.
- Vancouver (University of British Columbia), BC – március 11.
- Vancouver, BC – március 12. (24 órás váltó)

### Helyszínek
A 2010-es téli olimpiához hasonlóan a paralimpiát is két városban, Vancouverben és Whistlerben tartották.
A versenyek helyszínei
| Helyszín                                | Város     | Sportok               | Férőhelyek | Ref.   |
| --------------------------------------- | --------- | --------------------- | ---------- | ------ |
| Doug Mitchell Thunderbird Sports Centre | Vancouver | Szánkós jéghoki       | 7,200      | [ 10 ] |
| Vancouver Olympic/Paralympic Centre     | Vancouver | Kerekesszékes curling | 6,000      | [ 11 ] |
| Whistler Creekside                      | Whistler  | Alpesi sí             | 7,600      | [ 12 ] |
| Whistler Paralympic Park                | Whistler  | Biatlon, sífutás      | 6,000      | [ 13 ] |

Egyéb helyszínek
| Helyszín                                 | Város     | Rendeltetés              | Ref.   |
| ---------------------------------------- | --------- | ------------------------ | ------ |
| BC Place Stadium                         | Vancouver | Nyitóünnepség            | [ 14 ] |
| International Broadcast Centre           | Vancouver | MÉdiaközpont             | [ 15 ] |
| Vancouver Olympic and Paralympic Village | Vancouver | Paralimpiai falu         | [ 16 ] |
| Whistler médiaközpont                    | Whistler  | Media centre             | [ 17 ] |
| Whistler Olympic and Paralympic Village  | Whistler  | Paralimpiai falu         | [ 18 ] |
| Whistler Olympic Celebration Plaza       | Whistler  | Díjátadás, záró ünnepség | [ 19 ] |

### Marketing
Ez volt az első alkalom, amikor a paralimpiai és az olimpiai kabalafigurát egyszerre mutatták be. A paralimpia kabalafigurája, Sumi egy őrző állatszellem mennydörgésmadár szárnyakkal és feketemedve lábakkal.
Az olimpia tiszteletére 17 pénzérmet vertek. Ezek közül kettő paralimpiásnak állított emléket: az egyik a kerekesszékes curling (kiadva 2007. július 11-én), a másik a szánkós jéghoki (2010. március 18.) ábrázolásával. A negyeddolláros érme nélkülözte a hagyományos köriratot (Dei Gratia Regina), így 1911 óta ez az első pénzérme, ami nem említi Istent.
Specifikáció
| Év            | Tömeg | Átmérő   | Összetétel                                |
| ------------- | ----- | -------- | ----------------------------------------- |
| 2007–től máig | 4,4 g | 23,88 mm | 94,0% acél, 3,8% réz, 2,2% nikkel bevonat |

Részletek
| Kiadás            | Sport                 | Művész     | Darabszám   |
| ----------------- | --------------------- | ---------- | ----------- |
| 2007. július 11.  | Kerekesszékes curling | Glen Green | 22 000      |
| 2010. március 18. | Szánkós jéghoki       | Glen Green | 22 ,000 000 |

## A játékok

### Résztvevők
Negyvennégy nemzeti paralimpiai bizottság nevezett sportolókat a 2010-es paralimpiára. Ez öttel több, mint a 2006-os 39. A zárójelekben levő számok az adott nemzet sportolóinak számát jelzik.
- Andorra (2)
- Argentína (2)
- Örményország (2)
- Ausztrália (11)
- Ausztria (19)
- Belarusz (9)
- Belgium (1)
- Bosznia és Hercegovina (1)
- Bulgária (3)
- Kanada (55)
- Chile (2)
- Kína (7)
- Horvátország (4)
- Csehország (19)
- Dánia (2)
- Finnország (5)
- Franciaország (21)
- Németország (20)
- Nagy-Britannia (12)
- Görögország (2)
- Magyarország (2)
- Izland (1)
- Irán (1)
- Olaszország (35)
- Japán (42)
- Kazahsztán (1)
- Mexikó (2)
- Mongólia (2)
- Hollandia (1)
- Új-Zéland (2)
- Norvégia (27)
- Lengyelország (12)
- Románia (1)
- Oroszország (31)
- Szerbia (1)
- Szlovákia (13)
- Szlovénia (1)
- Dél-afrikai Köztársaság (1)
- Dél-Korea (25)
- Spanyolország (5)
- Svédország (26)
- Svájc (15)
- Ukrajna (19)
- Amerikai Egyesült Államok (50)[21]

Összesen 506 sportoló vett részt a versenyeken. Ez több, mint a 2006-os létszám.
Argentína és Románia először vett részt téli paralimpián, ahogy Bosznia és Hercegovina is. Mindhárom ország csapata előzőleg több nyári paralimpián is részt vett. Szerbia először indult önállóan a Montenegrótól történt elszakadás után.
A részt vevő országok és sportolók létszámának növekedése ellenére Lettország ezúttal nem szerepelt a téli paralimpián.

### Sportok
A programban öt sportág szerepelt:
- Alpesi sí
- Biatlon
- Sífutás
- Kerekesszékes curling
- Szánkós jéghoki

### Naptár
| A 2010. évi téli paralimpiai játékok versenynaptára | A 2010. évi téli paralimpiai játékok versenynaptára | A 2010. évi téli paralimpiai játékok versenynaptára | A 2010. évi téli paralimpiai játékok versenynaptára | A 2010. évi téli paralimpiai játékok versenynaptára | A 2010. évi téli paralimpiai játékok versenynaptára | A 2010. évi téli paralimpiai játékok versenynaptára | A 2010. évi téli paralimpiai játékok versenynaptára | A 2010. évi téli paralimpiai játékok versenynaptára | A 2010. évi téli paralimpiai játékok versenynaptára | A 2010. évi téli paralimpiai játékok versenynaptára | A 2010. évi téli paralimpiai játékok versenynaptára |
| Március                                             | 12.                                                 | 13.                                                 | 14.                                                 | 15.                                                 | 16.                                                 | 17.                                                 | 18.                                                 | 19.                                                 | 20.                                                 | 21.                                                 | G                                                   |
| --------------------------------------------------- | --------------------------------------------------- | --------------------------------------------------- | --------------------------------------------------- | --------------------------------------------------- | --------------------------------------------------- | --------------------------------------------------- | --------------------------------------------------- | --------------------------------------------------- | --------------------------------------------------- | --------------------------------------------------- | --------------------------------------------------- |
| Ceremóniák                                          |                                                     |                                                     |                                                     |                                                     |                                                     |                                                     |                                                     |                                                     |                                                     |                                                     |                                                     |
| Biatlon                                             |                                                     | 6                                                   |                                                     |                                                     |                                                     | 6                                                   |                                                     |                                                     |                                                     |                                                     | 12                                                  |
| Kerekesszékes curling                               |                                                     |                                                     |                                                     |                                                     |                                                     |                                                     |                                                     |                                                     | 1                                                   |                                                     | 1                                                   |
| Szánkós jéghoki                                     |                                                     |                                                     |                                                     |                                                     |                                                     |                                                     |                                                     |                                                     | 1                                                   |                                                     | 1                                                   |
| Alpesi sí                                           |                                                     |                                                     | 4                                                   | 2                                                   | 4                                                   | 2                                                   | 6                                                   | 6                                                   | 6                                                   |                                                     | 30                                                  |
| Sífutás                                             |                                                     |                                                     | 2                                                   | 4                                                   |                                                     |                                                     | 6                                                   |                                                     | 2                                                   | 6                                                   | 20                                                  |
| Döntők                                              |                                                     | 6                                                   | 6                                                   | 6                                                   | 4                                                   | 8                                                   | 12                                                  | 6                                                   | 10                                                  | 6                                                   | 64                                                  |
| • = Küzdelem az érmékért                            |                                                     |                                                     |                                                     |                                                     |                                                     |                                                     |                                                     |                                                     |                                                     |                                                     |                                                     |

### Érmek
Az összesítésben első tíz nemzet éremtáblázata:
| Helyezés | Ország                    | Arany | Ezüst | Bronz | Összesen |
| 1        | Németország               | 13    | 5     | 6     | 24       |
| 2        | Oroszország               | 12    | 16    | 10    | 38       |
| 3        | Kanada                    | 10    | 5     | 4     | 19       |
| 4        | Szlovákia                 | 6     | 2     | 3     | 11       |
| 5        | Ukrajna                   | 5     | 8     | 6     | 19       |
| 6        | Amerikai Egyesült Államok | 4     | 5     | 4     | 13       |
| 7        | Ausztria                  | 3     | 4     | 4     | 11       |
| 8        | Japán                     | 3     | 3     | 5     | 11       |
| 9        | Belarusz                  | 2     | 0     | 7     | 9        |
| 10       | Franciaország             | 1     | 4     | 1     | 6        |

### A legeredményesebb sportolók
| Die erfolgreichsten Teilnehmer | Die erfolgreichsten Teilnehmer | Die erfolgreichsten Teilnehmer | Die erfolgreichsten Teilnehmer | Die erfolgreichsten Teilnehmer | Die erfolgreichsten Teilnehmer | Die erfolgreichsten Teilnehmer | Die erfolgreichsten Teilnehmer |
| Rang                           | Sportoló                       | Ország                         | Sportág                        | Arany                          | Ezüst                          | Bronz                          | Összesen                       |
| ------------------------------ | ------------------------------ | ------------------------------ | ------------------------------ | ------------------------------ | ------------------------------ | ------------------------------ | ------------------------------ |
| 1                              | Verena Bentele                 | GER                            | Sífutás                        | 5                              | 0                              | 0                              | 5                              |
| 1                              | Lauren Woolstencroft           | CAN                            | Alpesi sí                      | 5                              | 0                              | 0                              | 5                              |
| 3                              | Irek Szaripov                  | RUS                            | Biatlon, sífutás               | 4                              | 1                              | 0                              | 5                              |
| 3                              | Gerd Schönfelder               | GER                            | Alpesi sí                      | 4                              | 1                              | 0                              | 5                              |
| 5                              | Kirill Michailov               | RUS                            | Biatlon, sífutás               | 3                              | 2                              | 0                              | 5                              |
| 6                              | Martin Braxenthaler            | GER                            | Alpesi sí                      | 3                              | 1                              | 0                              | 4                              |
| 6                              | Henrieta Farkašová             | SVK                            | Alpesi sí                      | 3                              | 1                              | 0                              | 4                              |
| 6                              | Olexandra Kononova             | UKR                            | Biatlon, sífutás               | 3                              | 1                              | 0                              | 4                              |
| 6                              | Jakub Krako                    | SVK                            | Alpesi sí                      | 3                              | 1                              | 0                              | 4                              |
| 10                             | Brian McKeever                 | CAN                            | Sífutás                        | 3                              | 0                              | 0                              | 3                              |
| 11                             | Anna Burmistrova               | RUS                            | Biatlon, sífutás               | 2                              | 1                              | 1                              | 4                              |
| 11                             | Alana Nichols                  | USA                            | Alpesi sí                      | 2                              | 1                              | 1                              | 4                              |
| 14                             | Marija Jovleva                 | RUS                            | Biatlon, sífutás               | 2                              | 1                              | 0                              | 3                              |
| 15                             | Ljudmila Vautsok               | BLR                            | Sífutás                        | 2                              | 0                              | 2                              | 4                              |
| 16                             | Yoshihiro Nitta                | JPN                            | Sífutás                        | 2                              | 0                              | 0                              | 2                              |
| 16                             | Szergej Silov                  | RUS                            | Sífutás                        | 2                              | 0                              | 0                              | 2                              |
| 18                             | Nyikolaj Polucsin              | RUS                            | Biatlon, sífutás               | 1                              | 4                              | 1                              | 6                              |
| 19                             | Viviane Forest                 | CAN                            | Alpesi sí                      | 1                              | 3                              | 1                              | 5                              |
| 19                             | Olena Jurkovska                | UKR                            | Biatlon, sífutás               | 1                              | 3                              | 1                              | 5                              |
| 19                             | Ljubov Vasziljeva              | RUS                            | Biatlon, sífutás               | 1                              | 3                              | 1                              | 5                              |
| 22                             | Michalina Lyssowa              | RUS                            | Biatlon, sífutás               | 1                              | 2                              | 2                              | 5                              |
| 23                             | Nils-Erik Ulset                | NOR                            | Biatlon, sífutás               | 1                              | 2                              | 1                              | 4                              |
| 24                             | Jon Santacana                  | ESP                            | Alpesi sí                      | 1                              | 2                              | 0                              | 3                              |
| 24                             | Stephani Victor                | USA                            | Alpesi sí                      | 1                              | 2                              | 0                              | 3                              |

## Műsoron
Kanadában a Canada's Olympic Broadcast Media Consortium közvetítette a játékokat, amelyet a CTVglobemedia és a Rogers Media hozott létre. Összesen 50 órát közvetített, benne a 90 perces összefoglalókkal. Élőben közvetítették azokat az eseményeket, amikben Kanada is részt vett, így a szánkós jéghokit is, a döntővel együtt. A nyitó ünnepséget élőben adta a CTV, amit a CTV és a Réseau Info Sports is megismételt a következő éjszaka. Bár eredetileg nem tervezték, de a CTV és az RDS a záró ünnepséget is sugározta.
Az Amerikai Egyesült Államokban a Universal Sports sugározta.
A Nemzetközi Paralimpiai Bizottság internetes tv-csatornája, a Paralympic Sport TV ingyenesen közvetített minden eseményt 9:00 -től 22:30 a PST időzóna szerint.
Új-Zélandon a SKY TV követte Új-Zéland sportolóit, és minden nap egyórás összefoglalót adott.
Az Egyesült Királyságban a BBC egy online csatornán közvetítette.
Európában az Eurosport a biatlon, az alpesi sí és a sífutás döntőit mutatta be.
Franciaországban a France Télévisions honlapján lehetett nyomon követni az eseményeket.
Olaszországban a Sky Sportrekord méretű lefedettséget ért el az öt dedikált HD csatornán.
Ausztráliában az ABC1 közvetítette a versenyeket.
Norvégiában az NRK 30 órás élő adást láthattak. Az adást kritizálták Vancouverből, és az EBUnak sem tetszett az, ahogy az NRV összeállította a felvételeket. A biatlonból kimaradt a lövészet, és a sífutásba több panorámafelvétel került ugyanarról a helyszínről, és gyakran csak távolról lehetett látni a síelőket, ami megnehezítette a sportág követését. Ellenben a szánkós jéghoki és a kerekesszékes curling bemutatását megdicsérték, olimpiai színvonalúnak tartották.

## Hatása
A játékokat követő télen megnövekedett a sportoló sérültek száma Brit Columbiában.

## Fordítás
- Ez a szócikk részben vagy egészben  a(z)   2010 Winter Paralympics című angol Wikipédia-szócikk fordításán alapul.  Az eredeti cikk szerkesztőit annak laptörténete sorolja fel. Ez a jelzés csupán a megfogalmazás eredetét és a szerzői jogokat jelzi, nem szolgál a cikkben szereplő információk forrásmegjelöléseként.
- Ez a szócikk részben vagy egészben  a   Winter-Paralympics 2010 című német Wikipédia-szócikk fordításán alapul.  Az eredeti cikk szerkesztőit annak laptörténete sorolja fel. Ez a jelzés csupán a megfogalmazás eredetét és a szerzői jogokat jelzi, nem szolgál a cikkben szereplő információk forrásmegjelöléseként.